# Дин, Джеймс
Джеймс Ба́йрон Дин (англ. James Byron Dean; 8 февраля 1931 — 30 сентября 1955) — американский актёр, чья карьера длилась пять лет вплоть до самой смерти. Его помнят как культурную икону, олицетворяющую юношеское разочарование и социальное отчуждение, которые присутствуют в его самой известной актёрской работе — роли проблемного подростка Джима Старка в картине «Бунтарь без причины». Двумя другими ролями, принёсшими известность актёру, стали образы одиночки Кэла Траста в исторической драме «К востоку от рая» и угрюмого работника ранчо Джетта Ринка в эпической вестерн-драме «Гигант».
После гибели в автокатастрофе, 30 сентября 1955 года, Дин стал первым человеком, получившим посмертную номинацию на премию «Оскар» за лучшую мужскую роль за работу в драме «К востоку от рая». После получения второй номинации за роль в эпосе «Гигант» в следующем году актёр стал первым и единственным человеком, удостоенным двух посмертных актёрских номинаций на «Оскар». Дважды номинировался на премию BAFTA в категории «Лучший иностранный актёр» (1956, 1957) и был удостоен двух особых премий «Золотой глобус» в категориях «Лучший драматический актёр» и «Генриетта» (1956, 1957). В 1999 году Американский институт киноискусства поставил актёра на 18 место в списке «100 Величайших звёзд кино». Дин стал символом поколения, отражающего свободу, социальную несправедливость и мятежный дух.

## Ранние годы

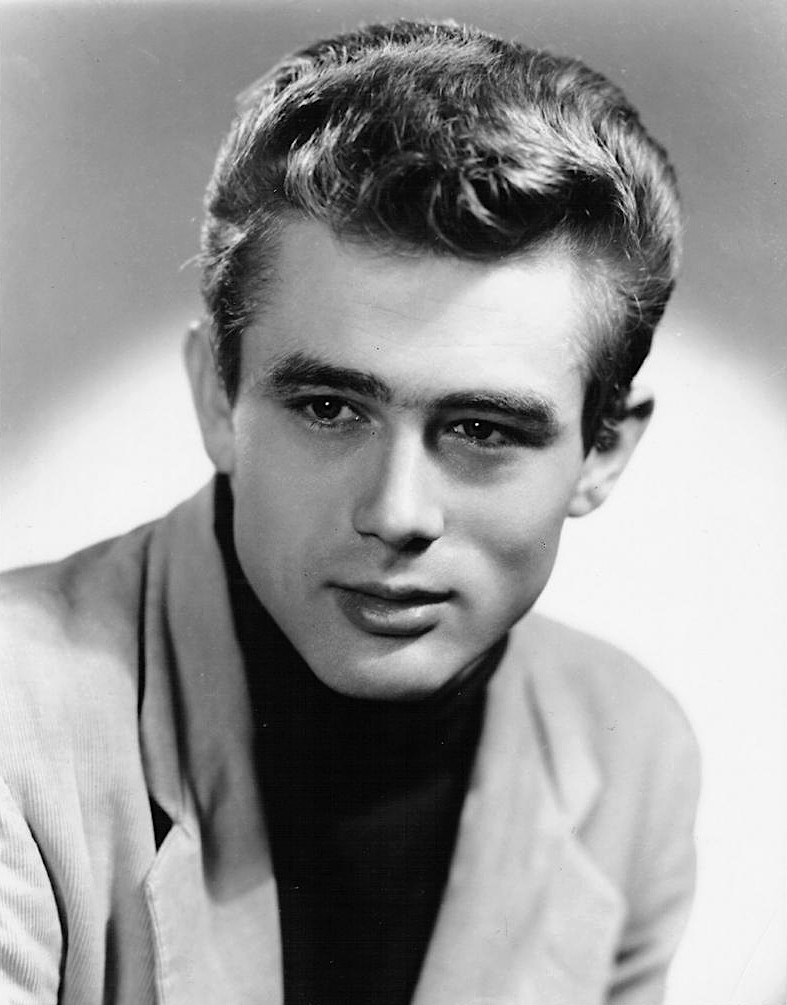
Джеймс Дин в 1953 году

Джеймс Байрон Дин родился 8 февраля 1931 года в многоквартирном доме «Севен-Гэйблз» в городе Марион, штат Индиана. Он был единственным ребёнком в семье фермера Уинтона Дина (17 января 1907 — 21 февраля 1995) и его жены Милдред Мэри Уилсон (15 сентября 1910 — 14 июля 1940). Со слов самого Дина, его отец наполовину происходил из коренных американцев, а родословная матери шла к самым первым английским поселенцам с «Мейфлауэра». Спустя шесть лет Уинтон Дин бросил фермерское дело и стал дантистом, и Дины переехали в Санта-Монику в Калифорнии. Семья прожила здесь несколько лет — сначала мальчик был зачислен в общественную школу Брэнтвуда, недалеко от Лос-Анджелеса, но позже его перевели в начальную школу МакКинли.
Джеймс был очень близок со своей матерью. Автор книги о Дине Майкл Деангелис говорил, что «она была единственным человеком, способным его понять». В 1938 году женщина начала испытывать острые желудочные боли и терять вес — Милдред умерла от рака матки, когда Джеймсу было 9 лет. Не имея возможности заботиться о сыне, Уинтон Дин отдал мальчика на попечение своей сестры Ортензии и её мужа Маркуса Уинслоу, проживающих на ферме в городке Фэйрмаунт в Индиане, где ребёнок стал воспитываться квакерами, представителями Религиозного общества Друзей. Там Дин подружился со священником методистской церкви, преподобным Джеймсом Диуирдом. Он оказал на мальчика значительное влияние — во многом благодаря ему у Джеймса Дина проявился интерес к бою быков, гонкам и актёрской игре. Билли Джей Гарбин в своей книге о Дине утверждает, что «между Дином и его священником существовала глубокая связь, возникшая, когда Дин учился в выпускном классе школы и продлившаяся долгие годы», намекая, что у них были интимные отношения. В 2011 году стало известно, что Дин рассказал актрисе Элизабет Тейлор о том, что в 11 лет он подвергся сексуальному насилию со стороны Диуирда. Другие источники уверяют, что насилия не было.
В школе Дин хорошо учился и был популярным — он добился больших успехов в баскетболе и бейсболе, играл в театре и участвовал в школьных дебатах.

## Актёрская карьера

### Начало карьеры
Окончив старшую школу Фэйрмаунт в мае 1949 года, Дин вместе со своей английской гончей Максом вернулся в Калифорнию, к своим отцу и мачехе. Там он поступил в Колледж Санта-Моники, где занимался изучением права. Затем он перевёлся в Калифорнийский университет в Лос-Анджелесе, где полностью посвятил себя изучению актёрского ремесла, что вызвало осуждение отца и привело к его размолвке с сыном. Дин собирался вступить в братство «Сигма Ню», но так и не был посвящён. Учась в Калифорнийском университете, Дин обошёл 350 актёров и получил роль Малькольма в постановке «Макбет». К тому времени Дин уже стал членом театральной мастерской Джеймса Уитмора. В январе 1951 года он бросил учёбу в Калифорнийском университете и занялся актёрской карьерой.

### Театр и телевидение
Первое телевизионное появление Дина состоялось в рекламе «Pepsi Cola». Между тем Джеймс бросил колледж и занялся актёрской карьерой, вскоре получив роль юноши Джона в специальном телевизионном выпуске по случаю Пасхи в шоу Hill Number One, а также три крошечные роли в фильмах «Примкнуть штыки!», «Кто-нибудь видел мою девчонку?» и «Берегись, моряк». Единственная роль со словами была в последней картине студии «Paramount Pictures», где в главных ролях снялись Дин Мартин и Джерри Льюис — Джеймсу досталась роль тренера по боксу. В ожидании ролей Дин подрабатывал парковщиком на студии CBS и в это время познакомился с Роджерсом Бэкеттом — главой радио в рекламном агентстве, предложившим Дину профессиональную помощь и жильё.
В октябре 1951 года, следуя советам актёра Джеймса Уитмора и своего наставника Бэкетта, Дин переехал в Нью-Йорк. Там он начинает работать на площадке игрового шоу Beat The Clock, попутно появившись в нескольких шоу CBS — The Web, Studio One и Lux Video Theatre, заслужив право стать частью легендарной Актёрской студии и изучать мастерство под руководством Ли Страсберга. С радостью Дин пишет о своих достижениях семье в 1952: «Это величайшая актёрская школа! Там работают многие великие люди — Марлон Брандо, Джули Харрис, Артур Кеннеди, Милдред Даннок… Не многим удаётся попасть сюда. Это лучшее, что может произойти с актёром. Я один из самых молодых членов коллектива».
Его карьера набирает обороты, и затем следуют появления в таких шоу, как Kraft Television Theatre, Robert Montgomery Presents, Danger и General Electric Theater. Одной из ранних ролей стала роль юноши в сериале Omnibus, очень похожего на Джимми Старка и Кэла Траска (летом 1953 года это шоу стало одной из первых передач, в которых можно было услышать рок-музыку). Положительные отзывы за исполнение роли Багира в спектакле 1954 года The Immoralist открыли Дину дорогу в Голливуд.

## Успех в кино
До своей трагической гибели актёр успел сыграть всего три серьёзные кинороли. Работы в картинах Николаса Рэя «Бунтарь без причины» и Элиа Казана «К востоку от рая» (экранизация романа Джона Стейнбека) сделали Дина кумиром американской молодёжи 1950-х годов. Последний фильм с участием актёра — «Гигант» Джорджа Стивенса — вышел уже после смерти Дина. «Бунтарь без причины» также вышел на экраны уже после его гибели.

### «К востоку от рая»

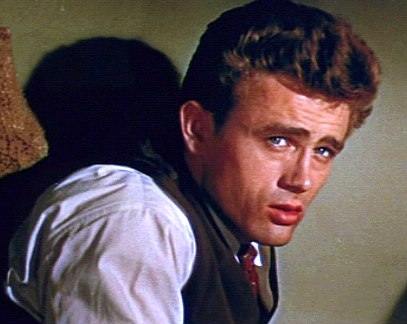
Дин в фильме «К востоку от рая», август 1954 года

В 1953 году режиссёр Элиа Казан начал поиски актёра на роль эмоционально запутавшегося молодого человека по имени Кэл Траск в экранизации семейной саги Джона Стейнбека «К востоку от рая». Продолжительная история рассказывает о трёх поколениях двух семей — Трасков и Гамильтонов, проживающих в Долине Салинас в Калифорнии с середины 1800-х по 1910-е годы.
В отличие от романа, в фильме повествование концентрируется на Кэле Траске — проблемном молодом человеке, который так не похож на своего брата-близнеца Арона. До начала съёмок Казан заявил, что хочет видеть в этой роли Марлона Брандо, но сценарист Пол Озборн предложил кандидатуру Джеймса Дина, и после встречи с актёром Стейнбек её одобрил. Хотя на личном уровне будущему лауреату Нобелевской премии Дин не понравился, тот посчитал, что на роль Джеймс подходит идеально. Казан же посчитал, что кандидатурой Дина ставят палки в колёса его постановке. Как бы там ни было, 8 апреля 1954 года Дин покинул Нью-Йорк и направился в Лос-Анджелес на съёмки картины.
Впечатляющее исполнение роли Кэла Траска сделало Джеймса Дина первым актёром, удостоенным посмертной номинации на «Оскар» и помогло получить другую, не менее важную для его карьеры и будущей славы — роль Джимми Старка в фильме «Бунтарь без причины».

### «Бунтарь без причины»
После экранизации биографического эпика[неизвестный термин] Стейнбека, Дин быстро получил главную роль в следующем фильме — молодёжной драме о подростковом бунте, став культовой фигурой среди подростков не только своего времени: игра Дина в этой картине до сих пор остаётся источником вдохновения для молодых актёров. Вместе с Дином, в фильме снялись тогда ещё молодые звёзды Натали Вуд, Сэл Минео и Деннис Хоппер, а поставил картину Николас Рэй.

### «Гигант»
В этой картине Дин исполнил второстепенную роль, сыграв вместе с уже прославившимися Элизабет Тейлор и Роком Хадсоном. Дин решил, что устал от схожих образов, которые он сыграл в двух предыдущих картинах и отказался от главной роли в своём проекте и не зря — здесь Дин играет Джетта, техасского нефтяного магната. Его персонаж был не только старше самого актёра, но и был показан в фильме в довольно преклонном возрасте — Дин подстригся и покрасил свои волосы в серый цвет.
Картина стала последним фильмом в карьере актёра — за неё он получил свою вторую посмертную номинацию на премию «Оскар» в категории «Лучшая мужская роль», став первым человеком в истории Американской киноакадемии, удостоенным более одной номинации после смерти.

## Личная жизнь

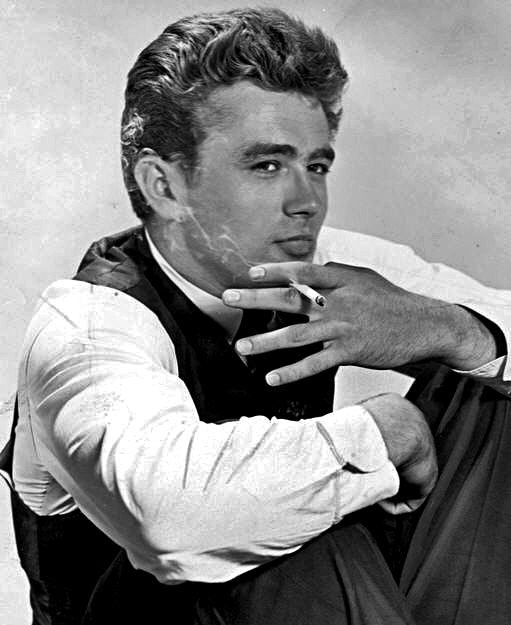
Джеймс Дин в 1955 году

Во время учёбы в Калифорнийском университете в Лос-Анджелесе Дин встречался с Беверли Уиллс, актрисой CBS, и Джанетт Льюис, одноклассницей. Они расстались с Уиллс после того, как Дин «взорвался», когда другой мужчина пригласил её на танец, пока они были на приеме.
В 1996 году актриса Лиз Шеридан подробно рассказала о своих отношениях с Дином в Нью-Йорке в 1952 году, сказав, что это было просто волшебно. Это была первая любовь для нас обоих. Шеридан опубликовала свои мемуары «Диззи и Джимми: Моя жизнь с Джеймсом Дином» в 2000 году.
Живя в Нью-Йорке, Дин был представлен актрисе Барбаре Гленн их общим другом Мартином Ландау. Они встречались в течение двух лет. В 2011 году их любовные письма были проданы на аукционе за 36 000 долларов.
В начале актёрской карьеры Дина, когда он подписал контракт со студией Warner Brothers, рекламный отдел компании стал распространять слухи о многочисленных связях Дина с молодыми актрисами того времени, в основном клиентками Голливудского агента Джимми, Дика Клэйтона. В одном из пресс-релизов студия даже назвала Дина, Рока Хадсона и Таба Хантера «закоренелыми холостяками, которые ещё не пришли к тому периоду своей жизни, когда готовы посвятить себя единственной женщине: актёры утверждают, что их съёмочные графики мешают их планам на женитьбу».
Первым таким слухом стал роман Дина с итальянской актрисой Пьер Анджели, с которой Джеймс познакомился, когда девушка снималась в фильме «Серебряная» (1954) для студии Warner Brothers — Дин даже обменялся с ней какими-то драгоценностями как символами их любви. По слухам, мать Анджели не одобряла этот роман, так как Дин не был католиком.
В автобиографии режиссёр фильма «К Востоку от Рая» Элиа Казан заметил, что вряд ли Дин был бабником, упоминая «роман» Джеймса и Пьер — он будто бы слышал, как Дин и Анджели слишком шумно занимаются сексом в его гримёрке. Очень короткое время даже сам Дин выставлял напоказ свой роман с Анджели, дразня прессу и делясь со своей коллегой, актрисой Джули Харрис, разными подробностями личной жизни. Харрис сказала в одном из интервью, что Дин признался ей, будто до беспамятства влюблён в Анджели.
В начале октября 1954 года Анджели неожиданно объявила о своей помолвке с американским певцом итальянского происхождения Виком Дамоном, вызвав у Дина чувство раздражения. Через месяц Дамон и Анджели поженились, а пресса писала, что Джеймс Дин (или кто-то одетый как он) наблюдал за церемонией с дороги, стоя у своего мотоцикла. В своём интервью своему первому биографу Уильяму Басту Дин опроверг этот слух, заверив, что «не стал бы заниматься такими глупостями». Баст, как и Пол Александр, поверил, что их роман был всего лишь рекламным ходом кинокомпании.
Пьер Анджели заговорила об этом романе только однажды, упомянув в своём интервью лишь романтические прогулки по пляжу, которые тогда ей казались снами наяву, но не более.
Также известно о «кратком любовном романе» Дина с актрисой Кристиной Уайт.

### Сексуальная ориентация
В своё время Дин избежал армии, заявив, что он гомосексуал, — тогда влечение к своему полу правительство США считало психическим расстройством. Отвечая на вопрос о своей сексуальной ориентации, Дин произнёс свою знаменитую фразу: «Нет, я не гомосексуал. Но я также не собираюсь идти по жизни с одной рукой, связанной за спиной».
Последние пять лет своей жизни Дин близко дружил с Уильямом Бастом, который был его соседом по комнате в Калифорнийском университете, а позже и в Нью-Йорке, и его первым биографом (1956). В своей книге Баст только намекнул на наличие у Дина гомосексуальных связей, но это породило соответствующие слухи в отношении его с Дином дружбы и спустя несколько лет Баст выпустил обновлённое издание, в котором подтвердил, что у них с Дином были гомосексуальные отношения, но они, по его словам, носили чисто «экспериментальный» характер. В этом же издании Баст поведал, что у Дина были отношения с продюсером радиопостановок Роджерсом Брэкеттом, который поощрял Дина в его карьере и давал ему наводки и контакты. Лиза Шеридан в своих мемуарах в негативном тоне тоже упоминает, что у Дина была интрижка с Брэккетом.
Сценарист и гомосексуал Гэвин Ламберт и режиссёр Николас Рэй утверждали, что Дин был геем, тогда как писатель Джон Хоулетт предположил, что Дин был бисексуалом. Аналогично писатели Гэрри Уозерспун и Роберт Олдрич упомянули Дина в их книге историй о геях и лесбиянках. Тем не менее журналист Джо Хьямс выдвинул предположение, что любая гей-деятельность, в которую так или иначе был вовлечён Дин, была устроена исключительно для его пиара. Баст и другие биографы Дина, однако, оспаривают это мнение. Другой друг Дина, сценарист Джон Гилмор, который вместе с Дином увлекался гонками, признался, что у него были одноразовые гомосексуальные отношения с Дином, но они тоже были «экспериментальными». Он тоже придерживался мнения, что Дин не стал бы провоцировать слухи о своей гомосексуальности только ради пиара. Другой биограф Дина, Джордж Перри, в своей книге вообще написал, что все гомосексуальные связи Дина были чисто «экспериментами» с точки зрения последнего. Наконец, сам Уильям Баст заявил, что, несмотря на их с Дином отношения и то, что он иногда посещал гей-бары Нью-Йорка, называть самого Дина гомосексуалом, по его мнению, было бы смешно, а Элизабет Тейлор, дружившая с Дином, давая речь на GLAAD Media Awards в 2001 году, прямо назвала его геем.

### Религиозные взгляды
Религиозная принадлежность — квакер.

### Увлечения
Актёр увлекался фотографией и игрой на барабанах.

### Карьера гонщика

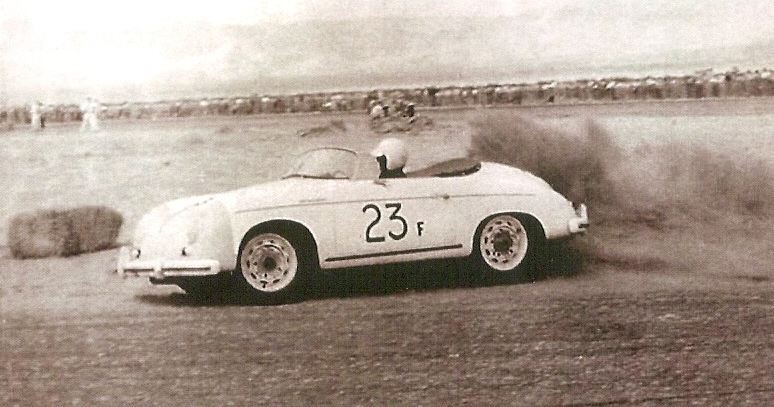
Дин на личном Porsche Super Speedster 23F, на гонках в Палм-Спрингс, март 1955 года

После того как Дин получил роль в фильме «К востоку от рая», актёр неоднократно приобретал спортивные автомобили и мотоциклы, такие как "Triumph Tiger T110", и "Porsche 356". Участвовал на них и других моделях в гонках. Планировал участие в знаменитой гонке «500 миль Индианаполиса».

## Смерть

Последняя прижизненная фотография Дина, сделанная 7 марта 1955 года в Манхэттене.
Автор — всемирно известный фотограф Деннис Сток. Британская газета «Таймс» включила это фото в число «фотографий, поразивших мир».

30 сентября 1955 года Джеймс Дин выехал с механиком Рольфом Вютерихом на спортивном Porsche 550 Spyder в Салинас, намереваясь принять участие в гонках. Дин ехал по дороге U.S. Route 466 недалеко от города Чолам: на развилке с дорогой State Route 41 навстречу Дину повернул чёрно-белый Ford Custom Tudor 1950 года, управляемый 23-летним студентом Калифорнийского политехнического университета Дональдом Тёрнапсидом. Автомобили столкнулись лоб в лоб: Вютерих получил травмы средней тяжести, а Дин получил серьёзные переломы, несовместимые с жизнью, и скончался в 17:39 в госпитале. Сам Тёрнапсид в дальнейшем отказывался обсуждать аварию, дав только одно интервью сразу после аварии. Актёр Алек Гиннесс говорил, что за несколько дней до смерти Дина ненароком предсказал его гибель за рулём Porsche 550.

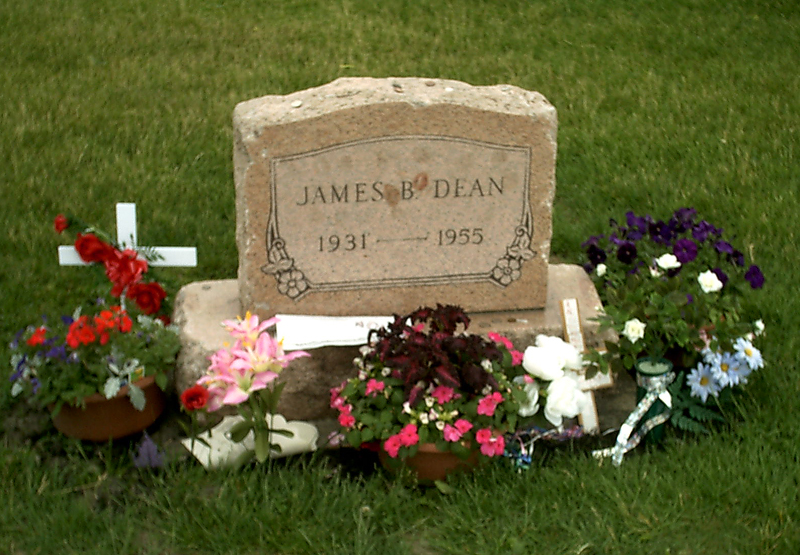
Могила Джеймса Дина

Разбитый автомобиль Porsche 550 был восстановлен Джорджем Баррисом и переходил из рук в руки, а в 1974 году после выхода в свет книги Барриса «Автомобили звёзд» (англ. Cars of the Stars) родилась легенда о «проклятии автомобиля», поскольку машина побывала в серии загадочных инцидентов (в том числе аварий со смертельным исходом).

## Наследие и культовый статус
Дин был самым талантливым актёром, которого я когда-либо видел. Он также был настоящим партизаном, который объявлял войну каждому, кто пытался сдерживать его эмоции. Однажды, переругавшись с режиссёром, он достал выкидуху, приставил тому к горлу и сказал: «Я же тебя убью, сучонок». Я стараюсь подражать Дину во всем — в кино и в жизни. Поэтому у меня так много неприятностей.
Более чем через полвека после его смерти интерес к личности Дина продолжает сохраняться, принося наследникам Дина ежегодный доход в размере пяти миллионов долларов.
Авария, в которой погиб Дин, была воспроизведена в эротическом триллере Дэвида Кроненберга «Автокатастрофа».
В 1995 году Дин занял 42 место в списке «100 самых сексуальных актёров мира» по мнению киножурнала «Empire». Спустя два года занял 33 место в списке «100 величайших киноактёров всех времён» по версии того же издания. В 1996 году Почта США выпустила памятную почтовую марку из серии «Легенды Голливуда» посвящённую Дину. (Sc #3082)
В 2009 году Джеймс Дин «воскрес» в рекламе южноафриканского инвестиционного фонда Аллана Грэя. В ролике изображены яркие моменты из жизни Дина, которые он мог бы пережить, если бы не погиб. В частности, актёр, похожий на Дина, получает в рекламе «Оскар», снимает свой собственный фильм, участвует в гонках и возглавляет акцию протеста против войны во Вьетнаме. Завершается ролик слоганом: «Если бы у вас было больше времени, представьте, сколько можно было бы сделать». Ролик получил название «Легенда». В 2010 году итальянская фирма DOLCE&GABBANA выпустила серию мужских футболок с портретом актёра, коллекция весна-лето.

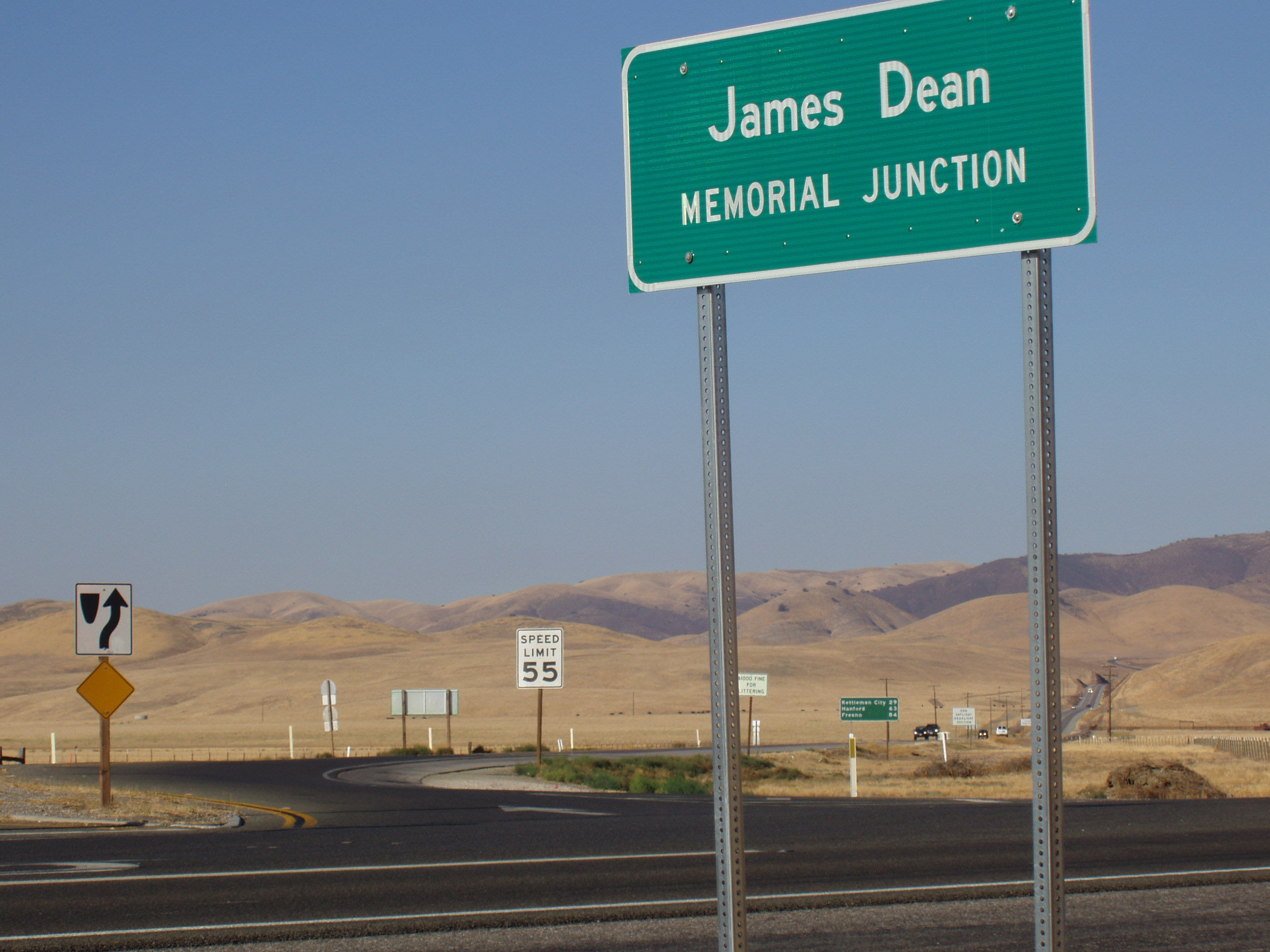
В сентябре 2005 года, перекрёсток между шоссе 41 и 46 в калифорнийском местечке Cholame, где погиб Дин, был назван в его честь

Гибель Дина произвела большое впечатление на музыканта Марка Болана, который решил никогда не учиться водить автомобиль, чтобы не погибнуть таким же образом. Он погиб в автокатастрофе, когда за рулём была Глория Джонс.
Имя актёра упоминается в песнях «Dead end in Tokyo» японской рок группы Man with a mission, «James Dean» группы Eagles, «Jimmy Dean» шведской группы Troll, «Speechless» Леди Гаги, «Vogue» Мадонны, «American Pie» певца Дона Маклина, «Style» певицы Тейлор Свифт, «Blue Jeans» и «Children Of The Bad Revolution» певицы Ланы Дель Рей, «Rockstar» группы Nickelback, «Love without Tragedy / Mother Mary» певицы Рианны, «Ghost Town» певца Адама Ламберта, «Jimmy Dean Loved Marilyn» группы Silicon Dream, «JD» A$AP Rocky, «New Americana» певицы Холзи, «Moonlight» певицы Арианы Гранде, «Gorgeous» группы X-Ambassadors, «Ordinary Life» певца The Weeknd, «Mr. James Dean» певицы Хилари Дафф, «Walk on the Wild Side» певца Лу Рида, «These Days» группы Bon Jovi, «Footballer’s wife» певицы Эми Макдональд, «Live Fast Die Young» группы Hollywood Undead, «Under the Gun» группы The Killers, «Movie star» немецкой группы And One, «С Днём рождения» группы «Браво» (альбом «Евгеника»), «My Shine» певца «Childish Gambino» . В музыкальном видео на песню Моррисси «Suedehead» содержится множество отсылок к жизни Дина, включая его школу и кладбище, где он похоронен.
Флот авиакомпании Lauda Air, принадлежавшей гонщику Формулы 1 Ники Лауда, включал пассажирский самолёт Boeing 767, носивший имя «James Dean».
Именем Джеймса Дина также назван бар-ресторан, расположенный в Праге. Интерьер заведения выполнен в стиле США 1950-х годов.

### Документальные фильмы
- 1957: История Джеймса Дина / The James Dean Story
- 1974: Воспоминания о Джеймсе Дине / James Dean Remembered
- 1976: Джеймс Дин: Дружеский портрет (также известен под названием Джеймс Дин) / James Dean: Portrait Of A Friend (a.k.a. James Dean)
- 1976: Джеймс Дин: Первый подросток Америки / James Dean: The First American Teenager
- 1988: Навеки Джеймс Дин / Forever James Dean
- 1991: Джеймс Дин: Последний день / James Dean: The Final Day (эпизод мини-сериала Naked Hollywood, в котором впервые открыто встаёт вопрос о бисексуальности Дина; включает интервью с Уильямом Бэстом, Лизой Шеридан и Майлой Нурми)
- 2002: Джеймс Дин: За гранью / James Dean: Outside the Lines (эпизод программы Biography, включающий интервью с Родом Стайгером, Уилльямом Бэстом и Мартином Ландау)
- 2003: Живя во славе: Джеймс Дин / Living Famously: James Dean (австралийский фильм, включающий интервью с Мартином Ландау, Бэтси Палмер, Уильямом Бэстом и Бобом Хинклом)
- 2005: Джеймс Дин: Жизнь на полной скорости / James Dean: Mit Vollgas Durchs Leben (немецкий телевизионный фильм, включающий в себя интервью с Рольфом Уотхеричем и Уильямом Бэстом)
- 2005: Джеймс Дин: Вечно молодой / James Dean: Forever Young.
- 2005: Тёплые воспоминания / Sense Memories
- 2005: Джеймс Дин: Маленький принц, маленький ублюдок / James Dean: Kleiner Prinz, Little Bastard (английское название James Dean — Little Prince, Little Bastard) — немецкий документальный фильм, включающий интервью с Маркусом Уинслоу-Младшим и Робертом Хэллером
- 2006: Анатомия катастрофы: Смерть Джеймса Дина / Сrash Science: James Dean’s Death (передача Национального Географического Общества)
- 2006: 30 сентября 1955 / September 30, 1955

### Художественные фильмы
- 1982: Приходи ко мне на встречу, Джимми Дин, Джимми Дин / Come Back To The Five & Dime, Jimmy Dean
- 1997: Джеймс Дин: Наперегонки с судьбой (также известен под названием Джеймс Дин: Живи быстро, умри молодым) / James Dean: Race With Destiny (a.k.a. James Dean: Live Fast, Die Young) (в роли Дина — Каспер Ван Дин)
- 2001: Джеймс Дин / James Dean (художественный телевизионный фильм, в роли Дина — Джеймс Франко)
- 2011: Дерево Джошуа, 1951 год: Портрет Джеймса Дина / Joshua Tree, 1951: A Portrait of James Dean (художественный фильм о гомосексуальной стороне жизни Дина)
- 2015: Лайф / Life (в роли Дина — Дэйн Дехаан)

## Актёрские работы

### Кино
| Год  | Русское название                 | Оригинальное название    | Роль               | Примечания |
| ---- | -------------------------------- | ------------------------ | ------------------ | --- |
| 1951 | Примкнуть штыки!                 | Fixed Bayonets!          | Солдат-новобранец  | Не указан в титрах |
| 1952 | Берегись, моряк                  | Sailor Beware            | Секундант          | Не указан в титрах |
| 1952 | Криминальная полоса в прессе США | Deadline — U.S.A.        | Курьер             | Не указан в титрах |
| 1952 | Кто-нибудь видел мою девчонку?   | Has Anybody Seen My Gal? | Парень             | Не указан в титрах |
| 1953 | Будут проблемы                   | Trouble Along the Way    | Футбольный зритель | Не указан в титрах |
| 1955 | К востоку от рая                 | East of Eden             | Кэл Траск          | Главная роль Специальная премия «Золотой глобус» в категории «Лучший драматический актёр» Номинация на «Оскар» в категории «Лучший актёр» Номинация на BAFTA в категории «Лучший иностранный актёр» |
| 1955 | Бунтарь без причины              | Rebel Without a Cause    | Джим Старк         | Главная роль Номинация на BAFTA в категории «Лучший иностранный актёр» |
| 1956 | Гигант                           | Giant                    | Джетт Ринк         | Главная и последняя роль. Фильм был снят в 1955 году и вышел после смерти актёра. Номинация на «Оскар» в категории «Лучший актёр»                                                                   |

### Телевидение
| Год       | Русское название               | Оригинальное название           | Роль           | Примечания                                                  |
| --------- | ------------------------------ | ------------------------------- | -------------- | ----------------------------------------------------------- |
| 1951      | Семейный театр                 | Family Theater                  | Джон           | Эпизод: «Hill Number One: A Story of Faith and Inspiration» |
| 1951      | Театр Бигелоу                  | The Bigelow Theatre             | Хэнк           | Эпизод: «T.K.O.»                                            |
| 1951      | Шоу Стью Эрвина                | The Stu Erwin Show              | Рэнди          | Эпизод: «Jackie Knows All»                                  |
| 1952      |                                | CBS Television Workshop         | солдат         | Сегмент: «Into the Valley»                                  |
| 1952      | Зал славы Hallmark             | Hallmark Hall of Fame           | Брэдфорд       | Эпизод: «Forgotten Children»                                |
| 1952      | Сеть                           | The Web                         | он сам         | Эпизод: «Sleeping Dogs»                                     |
| 1952—1953 | Телевизионный театр Крафта     | Kraft Television Theatre        | разные роли    | 3 эпизода                                                   |
| 1952—1955 | Люкс-видео театр               | Lux Video Theatre               | разные роли    | 2 эпизода                                                   |
| 1953      | Час Кейт Смит                  | The Kate Smith Hour             | посланник      | Эпизод: «The Hound of Heaven»                               |
| 1953      | Вы — там                       | You Are There                   | Роберт Форд    | Эпизод: «The Capture of Jesse James»                        |
| 1953      |                                | Treasury Men in Action          | разные роли    | 2 эпизода                                                   |
| 1953      | Сказки завтрашнего дня         | Tales of Tomorrow               | Ральф          | Эпизод: «The Evil Within»                                   |
| 1953      |                                | Westinghouse Studio One         | разные роли    | 3 эпизода                                                   |
| 1953      | Важный материал                | The Big Story                   | Рекс Ньюман    | Эпизод: «Rex Newman, Reporter for the Globe and News»       |
| 1953      | Сборник                        | Omnibus                         | Бронко Эванс   | Эпизод: «Glory in the Flower»                               |
| 1953      |                                | Campbell Summer Soundstage      | разные роли    | 2 эпизода                                                   |
| 1953      | Театр Армстронга               | Armstrong Circle Theatre        | Джоуи Фрейзер  | Эпизод: «The Bells of Cockaigne»                            |
| 1953      | Роберт Монтгомери представляет | Robert Montgomery Presents      | Пол Залинка    | Эпизод: «Harvest»                                           |
| 1953—1954 | Опасность                      | Danger                          | разные роли    | 4 эпизода                                                   |
| 1954      | Телевизионный театр Филко      | The Philco Television Playhouse | Роб            | Эпизод: «Run Like a Thief»                                  |
| 1954      | Театр «Дженерал Электрик»      | General Electric Theater        | разные роли    | 2 эпизода                                                   |
| 1955      | Час «Юнайтед Стейтс Стил»      | The United States Steel Hour    | Фернард Лагард | Эпизод: «The Thief»                                         |
| 1955      | Театр звёзд Шлица              | Schlitz Playhouse               | Джеффри Лэтэм  | Эпизод: «The Unlighted Road»                                |

### Театр
| Год  | Русское название | Оригинальное название | Роль          | Площадка                          |
| ---- | ---------------- | --------------------- | ------------- | --------------------------------- |
| 1952 | Метаморфоз       | The Metamorphosis     | кадет         | Театр «Village» (Офф-Бродвей)     |
| 1952 | Узри Ягуара      | See The Jaguar        | Уолли Уилкинс | Театр «Корт» (Бродвей)            |
| 1953 | Пугало           | The Scarecrow         | образ Пугала  | Театр «de Lys» (Бродвей)          |
| 1954 | Имморалист       | The Immoralist        | Башир         | Театр «Royale Theatre» (Бродвей)  |
| 1954 | Трахинянки       | Women of Trachis      | Гилл          | Театр «Cherry Lane» (Офф-Бродвей) |

## Награды и номинации
| Награда                              | Год  | Категория                                                          | Работа                                           | Результат | Примечание | Ист.   |
| ------------------------------------ | ---- | ------------------------------------------------------------------ | ------------------------------------------------ | --------- | ---------- | ------ |
| «Оскар»                              | 1956 | Лучшая мужская роль                                                | К востоку от рая                                 | Номинация | Посмертно  | [ 33 ] |
| «Оскар»                              | 1957 | Лучшая мужская роль                                                | Гигант                                           | Номинация | Посмертно  | [ 34 ] |
| «BAFTA»                              | 1956 | Лучший иностранный актёр                                           | К востоку от рая                                 | Номинация |            | [ 35 ] |
| «BAFTA»                              | 1957 | Лучший иностранный актёр                                           | Бунтарь без причины                              | Номинация |            | [ 36 ] |
| «Золотой глобус»                     | 1956 | Специальная премия «Достижения», как лучшему драматическому актёру | К востоку от рая                                 | Победа    |            | [ 37 ] |
| «Золотой глобус»                     | 1957 | Премия Генриетты (мировой фаворит среди актёров)                   | Премия Генриетты (мировой фаворит среди актёров) | Победа    |            | [ 37 ] |
| «Театральный мир»                    | 1954 | Лучший новый актёр                                                 | Имморалист                                       | Победа    |            | [ 38 ] |
| «Юсси»                               | 1956 | Лучший иностранный актёр                                           | К востоку от рая                                 | Победа    |            | [ 39 ] |
| «Bravo Otto»                         | 1957 | Лучший актёр                                                       | Лучший актёр                                     | Победа    |            | [ 40 ] |
| Picturegoer Award                    | 1957 | Лучший актёр                                                       | Гигант                                           | Победа    |            | [ 41 ] |
| Online Film & Television Association | 2014 | Зал славы OFTA — актёрское мастерство                              | Зал славы OFTA — актёрское мастерство            | Победа    | Посмертно  | [ 42 ] |

#### Другие почести
- 8 февраля 1960 года, Джеймс Дин посмертно получил звезду на Голливудской «Аллее славы» за вклад в киноиндустрию на 1719, Вайн-стрит[43].
- 15 июня 1999 года Американский институт киноискусства поставил Джеймса Дина на 18-е место в списке лучших актеров Золотого века Голливуда в списке AFI «100 лет... 100 звезд»[44].